# 2021년 FIFA U-17 여자 월드컵
2021년 FIFA U-17 여자 월드컵(영어: 2021 FIFA U-17 Women's World Cup)은 2021년 2월 17일부터 3월 7일까지 인도에서 열릴 예정이던 7번째 FIFA U-17 여자 월드컵이다.
이 대회는 원래 2020년 11월 2일부터 11월 21일까지 2020년 FIFA U-17 여자 월드컵(2020 FIFA U-17 Women's World Cup)이라는 이름으로 개최될 예정이었으나 국제 축구 연맹(FIFA)가 2020년 4월 3일에 공개된 공식 성명을 통해 코로나19 범유행의 여파로 인하여 해당 대회를 연기하기로 결정했다. FIFA는 2020년 5월 12일에 해당 대회의 개최 시기를 2021년 2월 17일부터 3월 7일까지로 정했다. 하지만 FIFA는 2020년 11월 17일에 공개된 공식 성명을 통해 2020년 FIFA U-17 여자 월드컵 개최를 취소하는 한편 2022년 FIFA U-17 여자 월드컵을 인도에서 개최하기로 결정했다.

## 개최를 희망했던 국가
- 프랑스
- 인도

국제 축구 연맹(FIFA)은 2019년 3월 15일에 열린 FIFA 평의회에서 인도를 2020년 FIFA U-17 여자 월드컵 개최국으로 선정했다.

## 본선 진출 팀
| 연맹                     | 예선                                                                                             | 본선 진출 팀                  |
| ------------------------ | ------------------------------------------------------------------------------------------------ | ----------------------------- |
| AFC (아시아)             | 2019년 AFC U-16 여자 챔피언십                                                                    | 일본 · 조선민주주의인민공화국 |
| CAF (아프리카)           | 2020년 아프리카 U-17 여자 축구 선수권 대회                                                       | 없음                          |
| CONCACAF (북중미&카리브) | 2020년 CONCACAF U-17 여자 축구 선수권 대회                                                       | 없음                          |
| CONMEBOL (남아메리카)    | 2020년 남아메리카 U-17 여자 축구 선수권 대회                                                     | 없음                          |
| OFC (오세아니아)         | 2020년 OFC U-17 여자 축구 선수권 대회 (코로나19 범유행의 여파로 인하여 취소됨, OFC에서 지명함)   | 뉴질랜드                      |
| UEFA (유럽)              | 2020년 UEFA U-17 여자 축구 선수권 대회 (코로나19 범유행의 여파로 인하여 취소됨, UEFA에서 지명함) | 잉글랜드 · 독일 · 스페인      |
| 개최국                   | 개최국                                                                                           | 인도^                         |

- ^ : 처음으로 참가할 예정이던 팀.